# モンゴロステグス
モンゴロステグス（学名 : Mongolostegus、「モンゴルの屋根」の意）は、モンゴルの前期白亜紀（アプチアンからアルビアン）のジュンバイン層から発見された剣竜類の属。タイプ種であり唯一の種はモンゴロステグス・エクスペクタビリス（Mongolostegus exspectabilis）であり、以前は裸名のウエルホサウルス・モンゴリエンシス（Wuerhosaurus mongoliensis）として知られていた。
モンゴロステグスは、ステゴサウルス、ヤンベイロン、そしてジュンバイン層から発見された未命名の種とともに、最も初期の剣竜類の一つである。

## 発見と概要

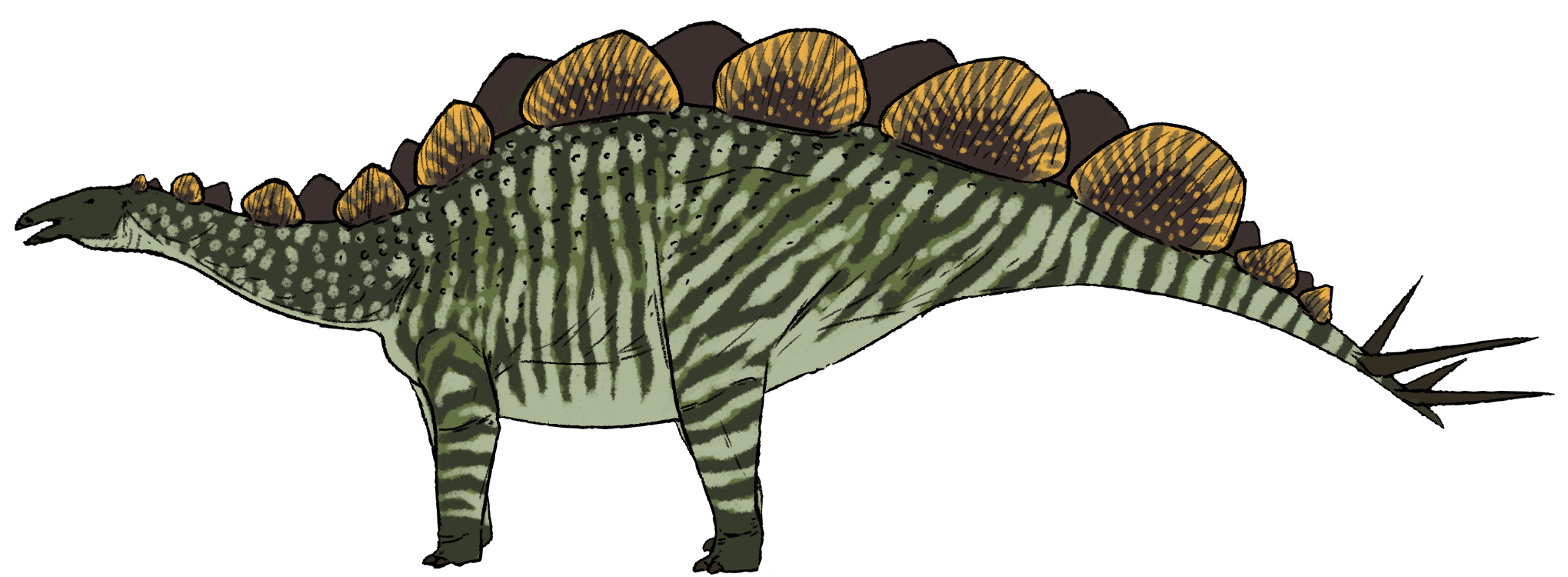
復元図

ホロタイプは PIN 3779-15 であり、後部胴椎と前部尾椎、および骨盤組織で構成されている。モンゴルのチャムリンウスにあるジュンバイン層で発見された。
モンゴロステグスは、Alifanov et al. (2005) と Alifanov (2012) によって、断片的な剣竜類として初めて報告された。
Ulansky (2014) は非公式にこの標本を Wuerhosaurus mongoliensis と命名したが、Galton and Carpenter (2016) は W. mongoliensis は無効であると判断した。後の2018年に、Tumanova と Alifanov によって正式に Mongolostegus と命名された。

## 分類
Tumanova and Alifanov (2018) は、モンゴロステグスがステゴサウルス科に属することを発見した。